# 尼庫瑙島

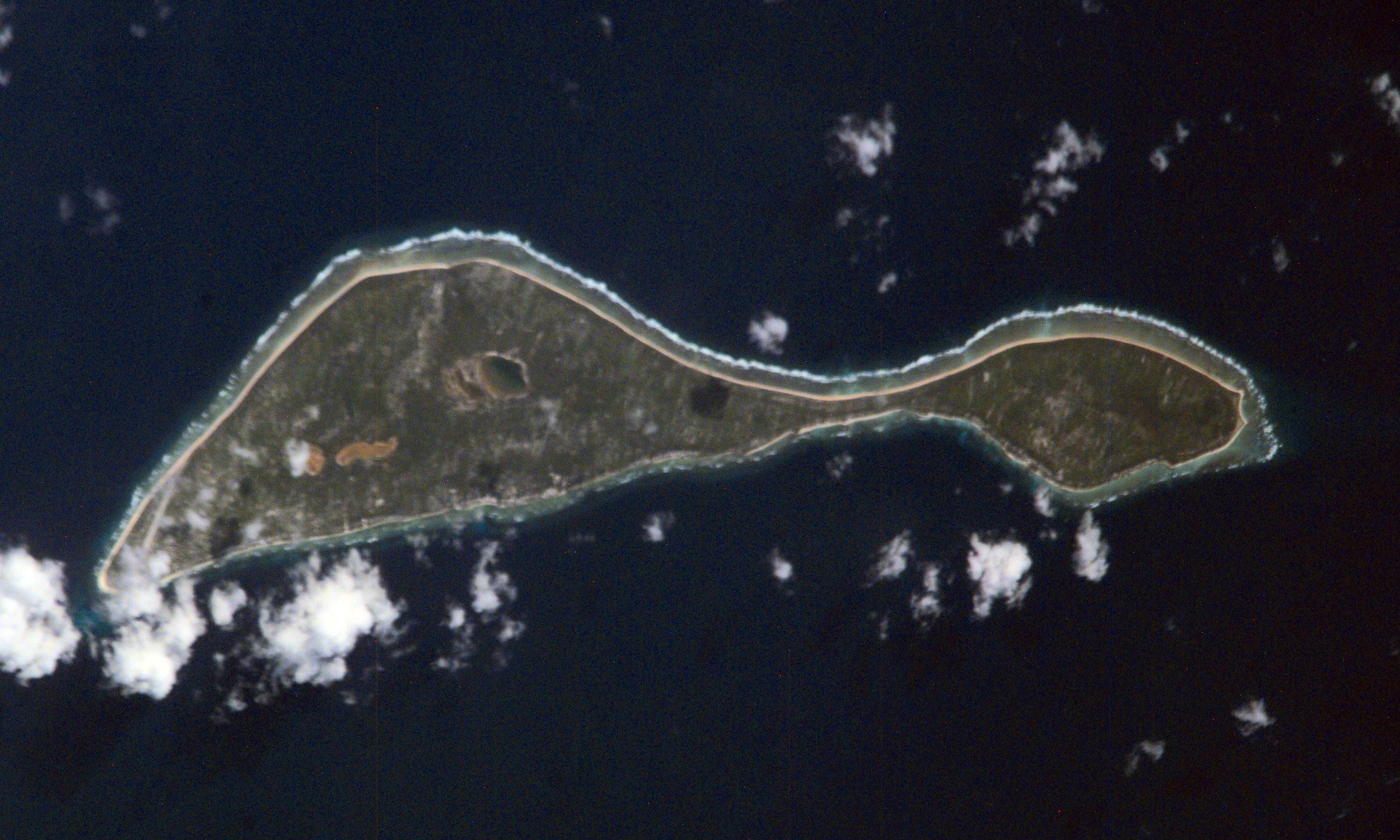

尼庫瑙島是太平洋島國基里巴斯的環礁，屬於吉爾伯特群島的一部分，長14.2公里、寬2.5公里，面積18.2平方公里，島上有數個湖泊，2005年人口約1,912。
1°21′S 176°27′E / 1.350°S 176.450°E